# Peter Ascanius
Peter Ascanius, född den 24 maj 1723 i Aure i Nordmøre, död den 4 juni 1803 i Köpenhamn, var en norsk-dansk naturforskare. 
Ascanius studerade någon tid i Uppsala och blev 1759 professor vid Köpenhamns universitet. Åren 1768–1770 gjorde han på offentlig bekostnad en resa längs de norska kusterna för att samla material till sitt stora iktyologiska verk Icones rerum naturalium (1767–1805, avslutat av Jens Rathke). Åren 1776–1788 var Ascanius bergshauptman i Norge.